# Acartus bituberosus
Acartus bituberosus es una especie de escarabajo longicornio del género Acartus, tribu Acanthocinini, subfamilia Lamiinae. Fue descrita científicamente por Breuning en 1958.

## Descripción
Mide 8 milímetros de longitud.

## Distribución
Se distribuye por Sudáfrica.